# 444 км (зупинний пункт)
444 кілометр — пасажирська зупинна залізнична платформа Лиманської дирекції Донецької залізниці.
Розташована на півдні с. Дронівка, Бахмутський район, Донецької області. Платформа розташована на лінії Лиман — Микитівка між станціями Сіверськ (5 км) та Ямпіль (8 км).
На платформі зупиняються лише приміські поїзди.

## Історія
В середині 30-х - середині 40-х років ХХ століття на сучасному залізничному перегоні Прилежний - 444 км існувала приміська залізнична станція Відпочинок, на якій не зупинялися поїзди далекого і місцевого сполучення. Приміський залізничний рух в напрямі Красний Лиман (Лиман) - Яма (Сіверськ) - Артемівськ-ІІ (Бахмут) до 1941 року забезпечувався поїздами із пристосованими критими товарними вагонами у складі. Місцеві мешканці їх називали "товарними". З другої половини 40-х - по кінець 50-х років ХХ століття на місці сучасної зупинки приміських електропоїздів 444 км існував роз'їзд 444 км, який наприкінці 50-х років було переведено в категорію зупинних пунктів.